# Jethro Tull
Jethro Tull és un grup anglès de rock que es va formar el 1967. Les seves senyes d'identitat musicals són el personal estil vocal i la flauta solista del seu líder Ian Anderson. Als seus inicis feien Rythm&Blues amb un toc d'experimentació, incorporant amb els anys elements del folklore musical de les illes britàniques o del jazz; així com ajudant a crear, amb l'àlbum Aqualung, les bases del hard rock. Les seues influències eclèctiques, la variada instrumentació, les seues elaborades lletres o el treball conceptual dels seus àlbum els han portat a ser etiquetats sovint com a grup de rock progressiu. Prenen el nom de l'inventor homònim de diversos utensilis per a l'agricultura.

## Història

### 1963–1967: Orígens
La primera banda d'Ian Anderson, va començar el 1963 a Blackpool, i es coneixia amb el nom de "The blades". Cap a 1966, es convertiren en una banda de soul blanc de set membres que es va anomenar "the John Evan Band" (i, més tard, "the John Evan Smash"), nom que procedia del pianista John Evans, que prescindia de la "s" final del seu nom per fer-lo més original. La composició d'aquest grup era Ian Anderson, Chris Riley, Barrie Barlow, Jeffrey Hammond, Jim Doolin, Martin Skyrme i John Evans.
La premsa especialitzada de l'època els va deixar molt bé i s'hi ressalta l'originalitat d'una peça anomenada "Take the easy way", composta per aquell vocalista barbut que tan lluny hauria d'arribar al cap dels anys.
La banda es va desplaçar cap a Londres a la recerca de més contractes per a actuar i es van establir als voltants de Luton. Fins i tot van arribar a viatjar a Liverpool. Al cap de poc temps, però, les coses no varen fluir i la major part del grup va abandonar i van retornar cap al nord. Ian Anderson es va quedar sol amb el baixista Glenn Cornick i es varen unir al guitarrista de blues Mick Abrahams i el bateria Clive Bunker, ambdós procedents del grup de Luton "McGregor's Engine". En un començament, aquesta nova agrupació no era capaç de tocar dues vegades al mateix local, per la qual cosa anaven canviant sovint de nom per poder continuar tocant al circuit de clubs de Londres. Els diversos noms els triaven ells mateixos o els seus representants, un d'ells, afeccionat a la història, va triar el de "Jethro Tull" en homenatge a l'inventor de la sembra de llavors per enterrament. Aquest nom es va fixar per pura casualitat, atès que era el que feien servir el primer cop que al propietari d'un club (John Gee del Marquee Club de Londres) li va agradar prou l'actuació com per a fer-los tornar. Poc després van signar pel segell Ellis-Wright convertint-se en la tercera banda del que havia de convertir-se en l'imperi Chrysalis.

### 1968: Blues progressiu
Es va publicar, sense gaire èxit, un disc senzill, "Sunshine Day", produït per Derek Lawrence, una peça pop escrita per Abrahams. Aquest "single" és actualment una peça de col·leccionista, pel fet que el nom de la banda apareixia erròniament com a "Jethro Toe".
L'any 1968 apareix l'àlbum "This Was" que, a més de música escrita per Anderson i Abrahams inclou els temes "Cat's Squirrel", de procedència tradicional, que posa de manifest l'estil blues-rock de l'Abrahams; i "Serenade to a Cuckoo", de Rahsaan Roland Kirk, on ens trobem un Ian que comença tímidament a tocar la flauta, instrument on s'havia iniciat només sis mesos abans de la gravació del disc. El so de la banda és descrit per Ian Anderson com "alguna cosa semblant a un blues progressiu amb una mica de jazz".
Després d'aquest àlbum, Mick Abrahams va deixar el grup per tal de formar la seva pròpia banda: "Blodwyn Pig".

## Discografia de Jethro Tull

### Àlbums d'estudi
- This Was (1968)
- Stand Up (1969)
- Benefit (1970)
- Aqualung (1971)
- Thick as a Brick (1972)
- A Passion Play (1973)
- War Child (1974)
- Minstrel in the Gallery (1975)

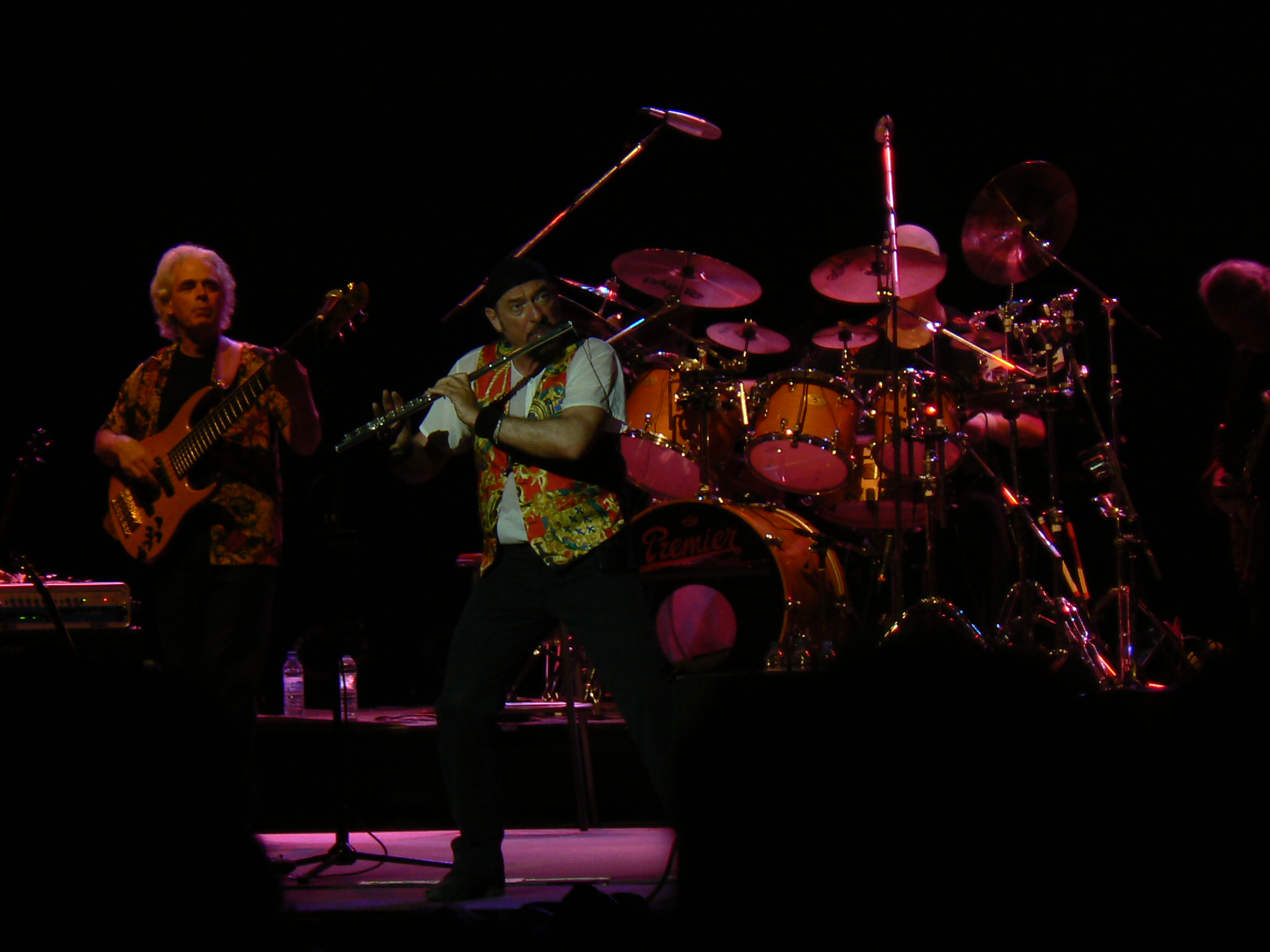
Jethro Tull a Bèlgica el 2007.

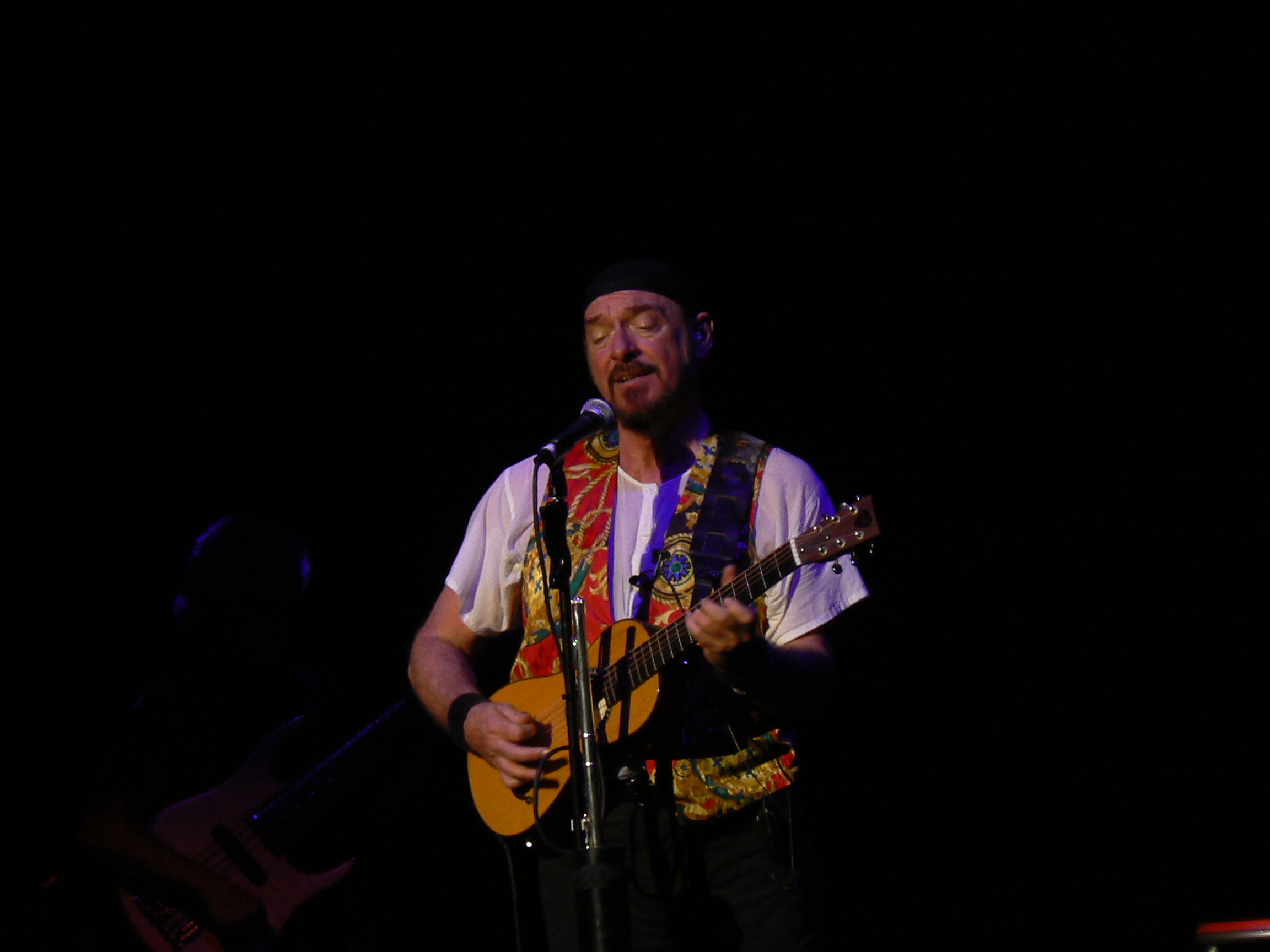
Ian Anderson a Bèlgica el 2007.

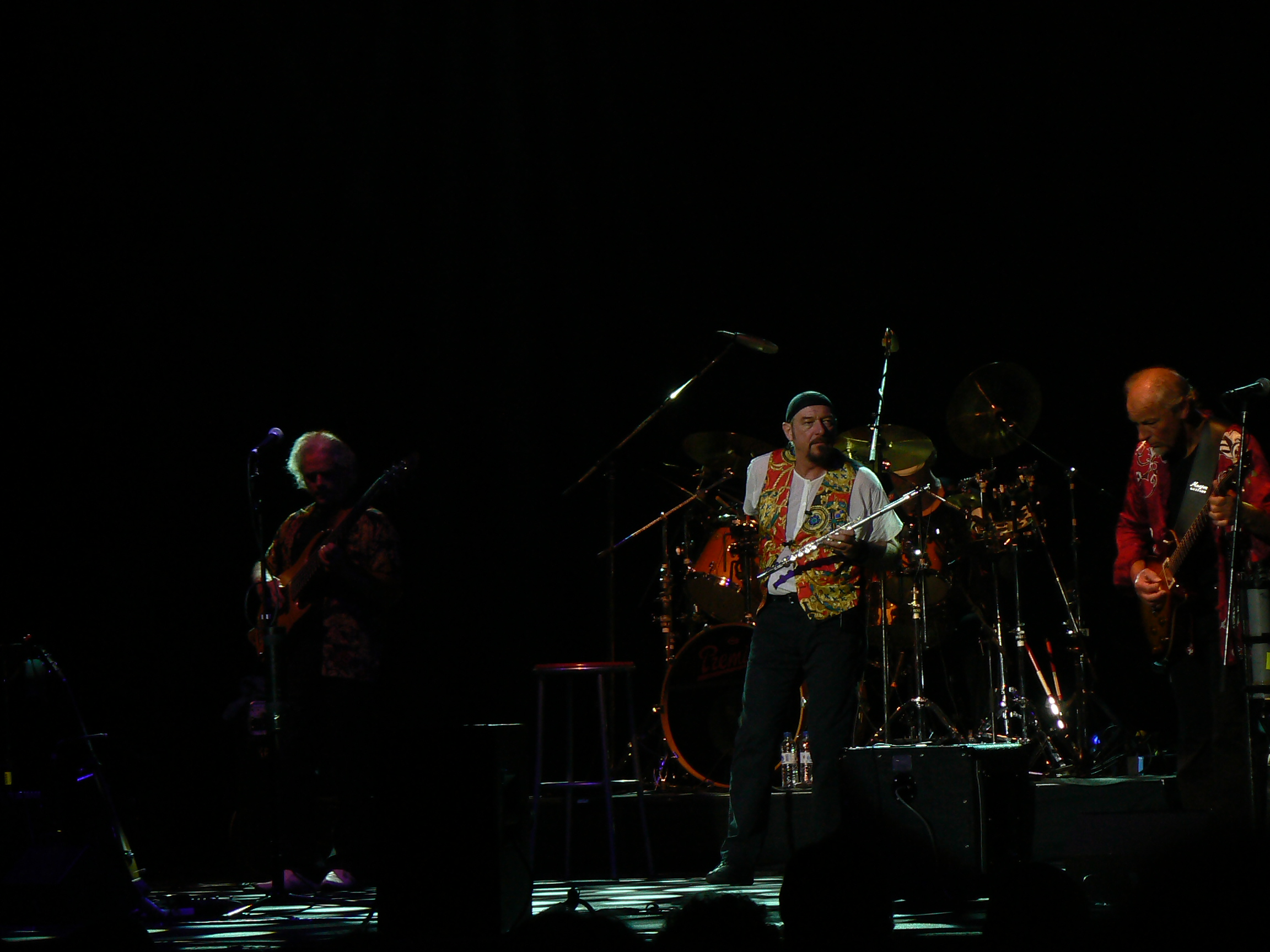
Jethro Tull a Bèlgica el 2007.

- Too Old to Rock 'n' Roll: Too Young to Die! (1976)
- Songs from the Wood (1977)
- Heavy Horses (1978)
- Stormwatch (1979)
- A (1980)
- The Broadsword and the Beast (1982)
- Under Wraps (1984)
- A Classic Case(1985)
- Crest of a Knave (1987)
- Rock Island (1989)
- Catfish Rising (1991)
- Roots to Branches (1995)
- J-Tull Dot Com (1999)
- The Jethro Tull Christmas Album (2003)
- The Zealot Gene (2022)
- RökFlöte (2023)
- Curious Ruminant (2025)